# Comuna Postojna
Postojna (Občina Postojna) este o comună din Slovenia, cu o populație de 14.581 de locuitori (2002).

## Localități
Belsko, Brezje pod Nanosom, Bukovje, Dilce, Gorenje, Goriče, Grobišče, Hrašče, Hrenovice, Hruševje, Koče, Landol, Liplje, Lohača, Mala Brda, Mali Otok, Malo Ubeljsko, Matenja vas, Orehek, Planina, Postojna, Predjama, Prestranek, Rakitnik, Rakulik, Razdrto, Sajevče, Slavina, Slavinje, Stara vas, Strane, Strmca, Studenec, Studeno, Šmihel pod Nanosom, Velika Brda, Veliki Otok, Veliko Ubeljsko, Zagon, Žeje